# Аничић
Аничић је јужнословенско презиме. Значајни људи са овим презименом су:
- Драган Аничић (1970), српски фудбалски тренер и бивши играч
- Марин Аничић (1989), босанскохерцеговачки фудбалер
- Михаел Аничић (1974), немачки фудбалер